# 中山親通
中山 親通 （なかやま ちかみち）は、室町時代後期の公卿。権大納言・中山定親の子。官位は正二位・権大納言。中山家10代。

## 官歴
『公卿補任』による
- 正長元年（1428年） 11月18日：叙爵（従五位下）
- 永享5年（1433年） 正月5日：従五位上
- 永享12年（1440年） 正月6日：正五位下
- 嘉吉2年（1442年） 12月3日：元服
- 嘉吉3年（1443年） 正月26日：侍従
- 嘉吉4年（1444年） 正月6日：従四位下
- 文安元年（1444年） 3月20日：左近衛少将
- 文安2年（1445年） 3月某日：伊予権介
- 文安3年（1446年） 正月29日：左近衛中将。4月23日：従四位上
- 時期不明：正四位下、蔵人頭
- 文安4年（1447年） 3月17日：参議、左中将如元
- 文安5年（1448年） 正月29日：兼加賀権守。7月20日：従三位
- 宝徳元年（1449年） 10月某日：権中納言
- 宝徳2年（1450年） 4月8日：正三位
- 宝徳3年（1451年） 7月4日：辞権中納言。7月16日：民部卿
- 享徳3年（1454年） 正月5日：従二位
- 享徳4年（1455年） 5月30日：権大納言
- 長禄2年（1458年） 12月2日：辞権大納言
- 長禄4年（1460年） 正月6日：正二位。12月14日：還任権大納言
- 寛正3年（1462年） 5月25日：薨去（享年37）

## 系譜
- 父：中山定親
- 母：不詳
- 妻：権大納言典侍局[2]
  - 男子：中山宣親[2][3]
- 生母不明の子女
  - 女子：冷泉政為室[4]
  - 男子：恵光 - 本隆寺開山[4]